# Schéma régional de développement économique d'innovation et d'internationalisation
Le schéma régional de développement économique, d'innovation et d'internationalisation (SRDEII), anciennement le schéma régional de développement économique (SRDE), fixe les grandes orientations stratégiques d'une région française en matière économique.
Le SRDEII est organisé par l'art 2 de la loi Notre du 7 août 2015. Le SRDE était organisé par la loi no 2004-809 du 13 août 2004 relative aux libertés et responsabilités locales. Le SRDEII doit faire l'objet d'une concertation avec les collectivités territoriales, leurs groupements et les chambres consulaires.
Ces schémas ont pour vocation de :
- coordonner les actions de développement économique sur le territoire régional, notamment avec les niveaux de collectivités ;
- définir les orientations stratégiques de la région en matière économique ;
- promouvoir un développement économique équilibré de la région ;
- développer l'« attractivité du territoire » régional ;
- prévenir les risques d'atteinte à l'équilibre économique de tout ou partie de la région.

Ils portent sur :
- la politique d'aide aux entreprises, notamment l'immobilier d'entreprise ;
- le soutien à l'innovation des entreprises ;
- le soutien à l'internationalisation ;
- les priorités pour l'économie sociale et solidaire, sur la base de la conférence régionale de l'économie sociale et solidaire ;
- l'égalité professionnelle hommes-femmes ;
- il peut avoir un volet agricole et un volet transfrontalier.

Le SRDEII est élaboré par la région, en concertation avec les métropoles et intercommunalités (les établissements publics de coopération intercommunale). Les EPCI doivent tenir compte des orientations du SRDEII, et ne peuvent pas élaborer leurs propres plans d'aides aux entreprises.

## Élaboration concertée entre les intercommunalités
Au départ, l'État confiait à la Région le soin d'élaborer un « schéma régional de développement économique » (en première lecture du projet de loi, cette initiative n'appartenait qu'aux régions). Avec la loi Notre, toutes les régions doivent élaborer un SRDEII.
Les SRDEII sont préparés pour une période de 5 ans, dans l'année qui suit le renouvellement du mandat. Une fois voté par le Conseil régional, celui-ci doit le communiquer au préfet de région, qui doit l'approuver par arrêté.